# Mistrovství Evropy v zápasu ve volném stylu 2000
| Kategorie | Zlato               | Stříbro           | Bronz            |
| --------- | ------------------- | ----------------- | ---------------- |
| 54 kg     | Oleksandr Zacharuk  | Leonid Chuchunov  | Ivan Dzhorev     |
| 58 kg     | Murad Ramazanov     | Arif Kama         | Jevgen Buslovyč  |
| 63 kg     | Murad Umachanov     | Siarhei Smal      | Serafim Barzakov |
| 69 kg     | Emzar Bedynejišvili | Serguei Demchenko | Nicolae Pâslaru  |
| 76 kg     | Buvajsar Sajtijev   | Adem Bereket      | Guram Mchedlidze |
| 85 kg     | Adam Sajtijev       | Beibulat Musayev  | Gábor Kapuvári   |
| 97 kg     | Sagid Murtazalijev  | Aravat Sabejev    | Vadim Tasojev    |
| 130 kg    | Marek Garmulewicz   | David Musulbes    | Sven Thiele      |

## Ženy
| Kategorie | Zlato                  | Stříbro             | Bronz           |
| --------- | ---------------------- | ------------------- | --------------- |
| 46 kg     | Lidija Karamčakovová   | Farah Touchi        | Kamelia Tsekova |
| 51 kg     | Olga Smirnova          | Ida Hellström       | Inesa Rebar     |
| 56 kg     | Sara Erikssonová       | Natalia Ivashko     | Anna Gomisová   |
| 62 kg     | Nikola Hartmann-Dünser | Gudrun Annette Høie | Natalia Ivanova |
| 68 kg     | Lise Legrand           | Anita Schätzle      | Anna Shamova    |
| 75 kg     | Tetiana Komarnytska    | Edyta Witkowska     | Zarife Yıldırım |